# Oligokyphus
Oligokyphus — викопний рід розвинених травоїдних цинодонтів пізнього тріасу—початку юрського періоду. Спочатку він вважався раннім ссавцем, а зараз класифікується як маммаліаморф (майже ссавець), оскільки в олігокіфа немає щелепних прикріплень ссавців і він зберігає рудиментарний суглоб між квадратною кісткою та плоскою кісткою черепа.

## Опис
Олігокіф (що означає «маленька вигнута тварина») був невеликою твариною, близько 50 сантиметрів у довжину, що належала до родини травоїдних Tritylodontidae. Зовні він нагадував ласку, з довгим і струнким тілом. Олігокіф широко розповсюджений у Північній Америці, Європі та Китаї.